# ドリュッソス
ドリュッソス（古希: Δόρυσσος、古代ギリシア語ラテン翻字: Doryssos、? - 紀元前820年、在位：紀元前840年 - 紀元前820年）はアギス朝のスパルタ王である。
ドリュッソスは先王レオボテスの子で、次代の王アゲシラオス1世の父である。ドリュッソスはスパルタとアルゴスとの戦いの最中に戦死した。

## 註
1. ↑  パウサニアス, IV. 4.
2. ↑  ヘロドトス, VII. 204
3. ↑  パウサニアス, III. 2. 4